# Idioma dharug

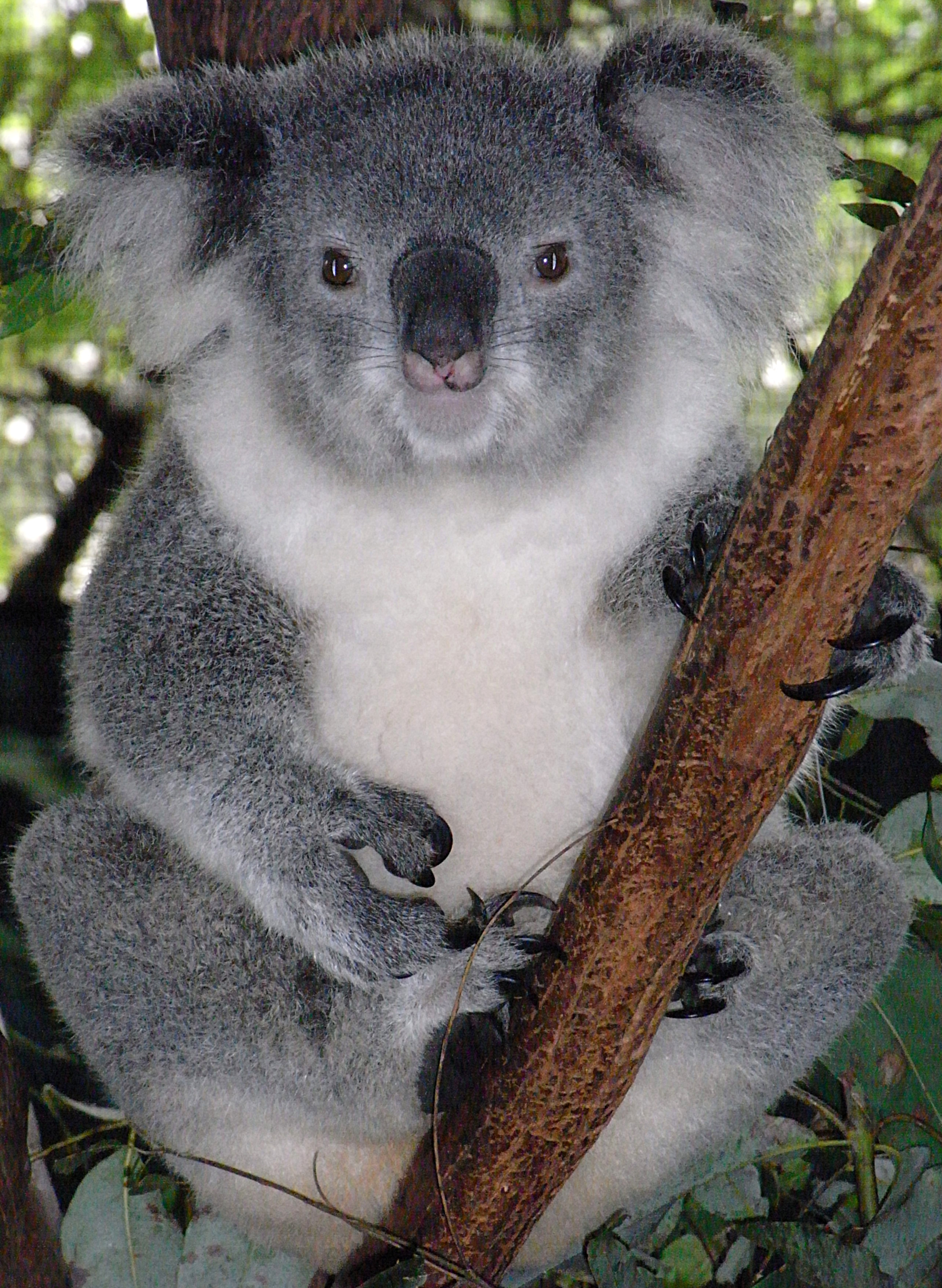
La palabra "koala" se deriva de " gula " en los idiomas Dharuk y Gundungurra.

El idioma dharug, también escrito Darug y Dharuk y también conocido como el idioma Sidney o idioma eora, es una  lengua aborigen australiana del grupo Yuin–Kuric que se hablaba tradicionalmente en la región de Sydney, Nueva Gales del Sur. Es el idioma tradicional del pueblo Darug. La población Darug ha disminuido considerablemente desde el inicio de la colonización.
Durante la década de 1990 y el nuevo milenio, algunos descendientes de los clanes darug en el oeste de Sydney han realizado esfuerzos considerables para revivir el dharug como lengua hablada. Hoy en día, algunos hablantes modernos de Dharug han dado discursos en una forma reconstruida del idioma Dharug y los miembros más jóvenes de la comunidad visitan escuelas y dan demostraciones de Dharug hablado.
Bowern (2011) enumera Dharuk e Iyora como idiomas separados.

## Nombre
Los hablantes no usaban un  nombre específico para su idioma antes del asentamiento de la Primera Flota. El dialecto costero se conoce como Iyora (también escrito Iora, Eora), que simplemente significa "gente", mientras que el dialecto del interior se conoce como Dharug (también escrito Darug, Dharuk, Dharruk), un término de origen desconocido o significado. Ambos nombres también se usan para referirse a todos los dialectos del idioma colectivamente.

## Historia

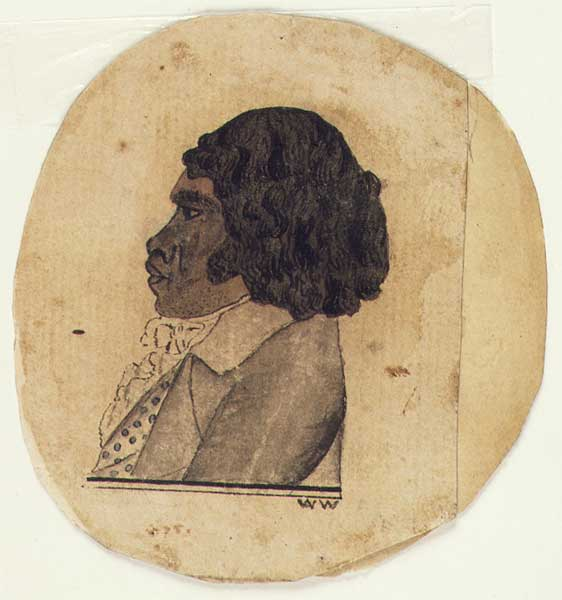
Retrato de Bennelong, un Wangal hombre mayor de los pueblos de Eora

### Zona histórica
El territorio tradicional del dialecto de Eora se extiende desde el río Georges y la Botany Bay en el sur, hasta Port Jackson, al norte hasta Pittwater en la desembocadura del Hawkesbury River, y al oeste a lo largo del río hasta  Parramatta.

### Puebo eora
La palabra "Eora" ha sido utilizada como etnónimo por personas no aborígenes desde finales del siglo XIX, y por aborígenes desde finales del siglo XX, para describir a los aborígenes de la región de Sydney, a pesar de que "no hay pruebas de que los aborígenes lo había usado en 1788 como el nombre de un idioma o grupo de personas que habitaban la península de Sydney".
Con una herencia tradicional que abarca miles de años, aproximadamente el 70 por ciento de la población de Eora se extinguió durante el siglo XIX como resultado de las políticas genocidas de la Australia colonial, la viruela y los virus, y la destrucción de sus fuentes naturales de alimentos.

### Poblamientos temprenos
La datación por radiocarbono sugiere que la actividad humana ocurrió en Sydney y sus alrededores durante al menos 30.000 años, en el período Paleolítico superior. Sin embargo, numerosas herramientas de piedra aborígenes encontradas en los sedimentos de grava de Sydney  suburbios del lejano oeste datan de 45 000 a 50 000 años AP, lo que significaría que los humanos podrían haber estado en la región antes de lo pensado.

### Primeros registros europeos
La gente de Darug reconoce a Sir William Dawes de la Primera Flota y el buque insignia, el  Sirius , como el primero en registrar la lengua tradicional original de las personas mayores de Sydney Darugule-wayaun. Dawes fue devuelto a Inglaterra en diciembre de 1791, después de desacuerdos con el gobernador Phillip sobre, entre otras cosas, la expedición punitiva lanzada tras las heridas del guardabosques del gobierno, supuestamente por Pemulwuy, un hombre Yora.

### Pérdida del idioma
La población indígena de Sydney gradualmente comenzó a usar más el inglés en el uso diario, así como el pidgin de Nueva Gales del Sur. Esto, combinado con la agitación social, significó que el idioma local Eora comenzó a dejar de usarse a fines del siglo XIX y principios del XX. A wordlist of the local Sydney language was published by William Ridley in 1875, and he noted that, at that time, very few fluent speakers were left.

### Estado actual
El idioma se ha perdido en gran medida, principalmente debido a los efectos históricos de la colonización en el pueblo Darug. Algunas personas Darug retienen algo de vocabulario, pero solo muy poca gramática. Una versión recreada del idioma se habla en las ceremonias de bienvenida realizadas por el pueblo Darug.

## Fonología

### Consonantes
|           | Periférica | Periférica | Laminal | Laminal  | Apical     | Apical |
| Bilabial  | Velar      | Palatal    | Dental  | Alveolar | Retrofleja |        |
| --------- | ---------- | ---------- | ------- | -------- | ---------- | ------ |
| Oclusiva  | b          | k          | c       | t̪        | t          |        |
| Nasal     | m          | ŋ          | ɲ       | n̪        | n          |        |
| Lateral   |            |            | ʎ       |          | l          |        |
| Rótica    |            |            |         |          | r          | ɻ      |
| Semivocal | w          | w          | j       |          |            |        |

### Vocales
|         | Frontal | Posterior |
| ------- | ------- | --------- |
| Cerrada | i       | u         |
| Abierta | a       | a         |

El idioma puede haber tenido una distinción de longitud de la vocal, pero esto es difícil de determinar a partir de los datos existentes.

## Palabras prestadas al inglés
Ejemplos de Palabras de Dharug que se han tomado prestadas al inglés son:
- Nombres de animales: dingo, koala, wallaby y wombat
- Árboles y plantas:  burrawang,  kurrajong,  geebung, myall y waratah
- Las herramientas boomerang, una palabra del subgrupo Turuwal, y woomera (lanzador de lanzas)[16]
- La palabra gin, un término ahora despectivo para una mujer indígena, se cree que deriva de Dharug diyin, "mujer"[17][18][19]
- La palabra koradji, que hace referencia a una persona aborigen con habilidades tradicionales en medicina, proviene de Dharug.[20]

## Ejemplos
El idioma Dharug destaca el fuerte vínculo entre las personas y el lugar a través de la convención de nombres de su clan. Esto se puede ver a través del sufijo identificador  -gal  y  -galyan  que se refieren a  -hombre de  y  -mujer de .
Los nombres de clanes como  Burramuttagal  (que identifica a las personas) se traducen por lo tanto como  hombre de Burramutta , también conocido como Parramatta (que identifica el lugar de donde provienen esas personas específicas);  Gadigal  (identificando a las personas),  man of Gadi  - Sydney dentro del País Gadigal (identificando el lugar de donde provienen esas personas específicas); y,  Kamaygalyan  (identificando a las personas),  mujer de Kamay  - Botany Bay (identificando el lugar de origen de esas personas específicas). Esta convención de nombres de personas y lugares dentro del idioma Dharug se puede ver en todos los clanes de la Nación Eora.
Otro ejemplo del fuerte vínculo entre la gente y el lugar, pero sin el sufijo, se puede ver con el propio nombre de la nación 'Eora', que se traduce como 'gente' y 'de aquí' o 'este lugar'. . El nombre Eora se refiere colectivamente a la gente de la región de Sydney y también se traduce como el nombre de la región (Gran Sydney) habitada por esa gente.

## Resurrección lingüística

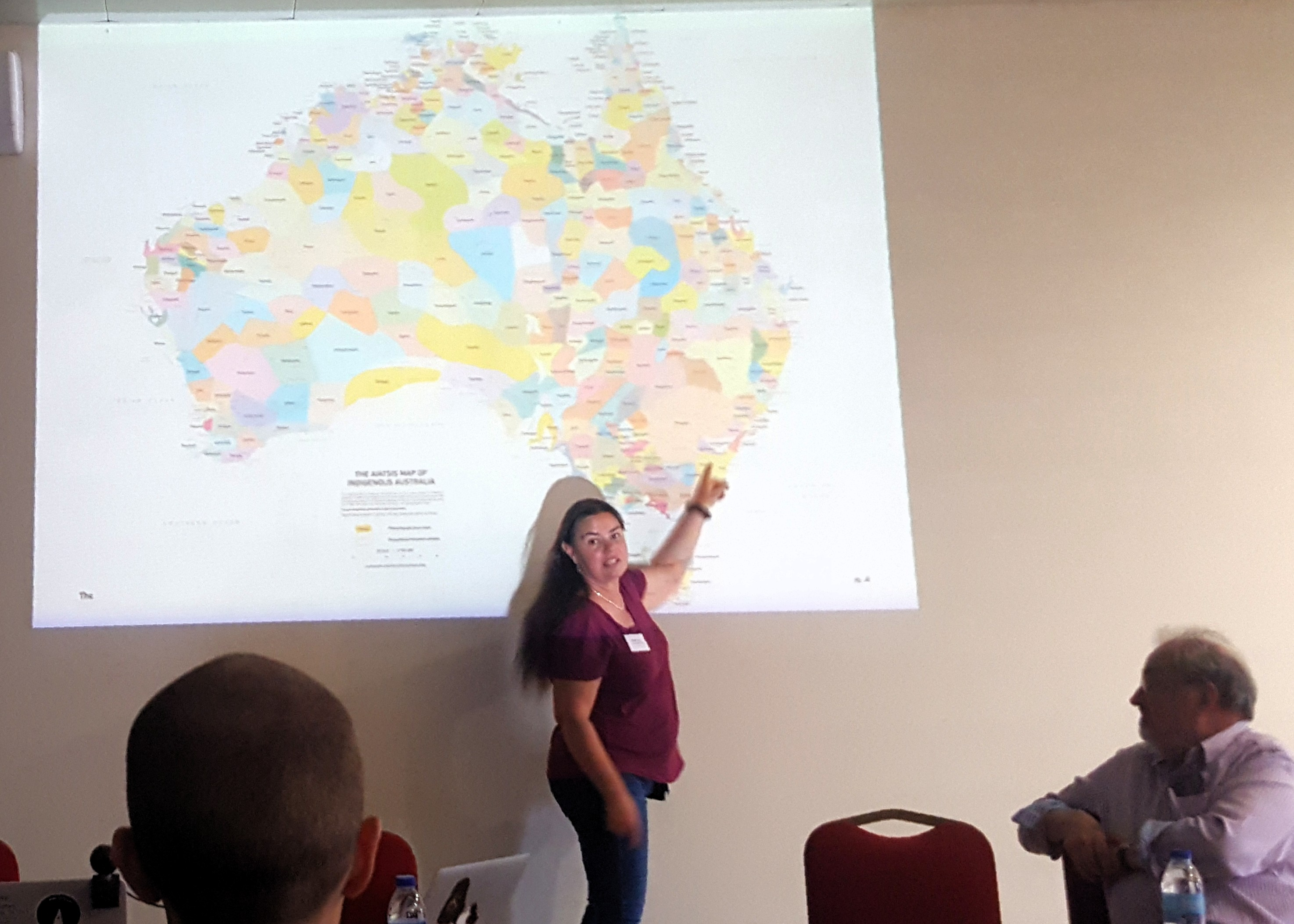
La profesora Jakelin Troy explicando en el congreso CinC2017 (Alcanena, Portugal) cómo recuperaron la lengua Dharug.

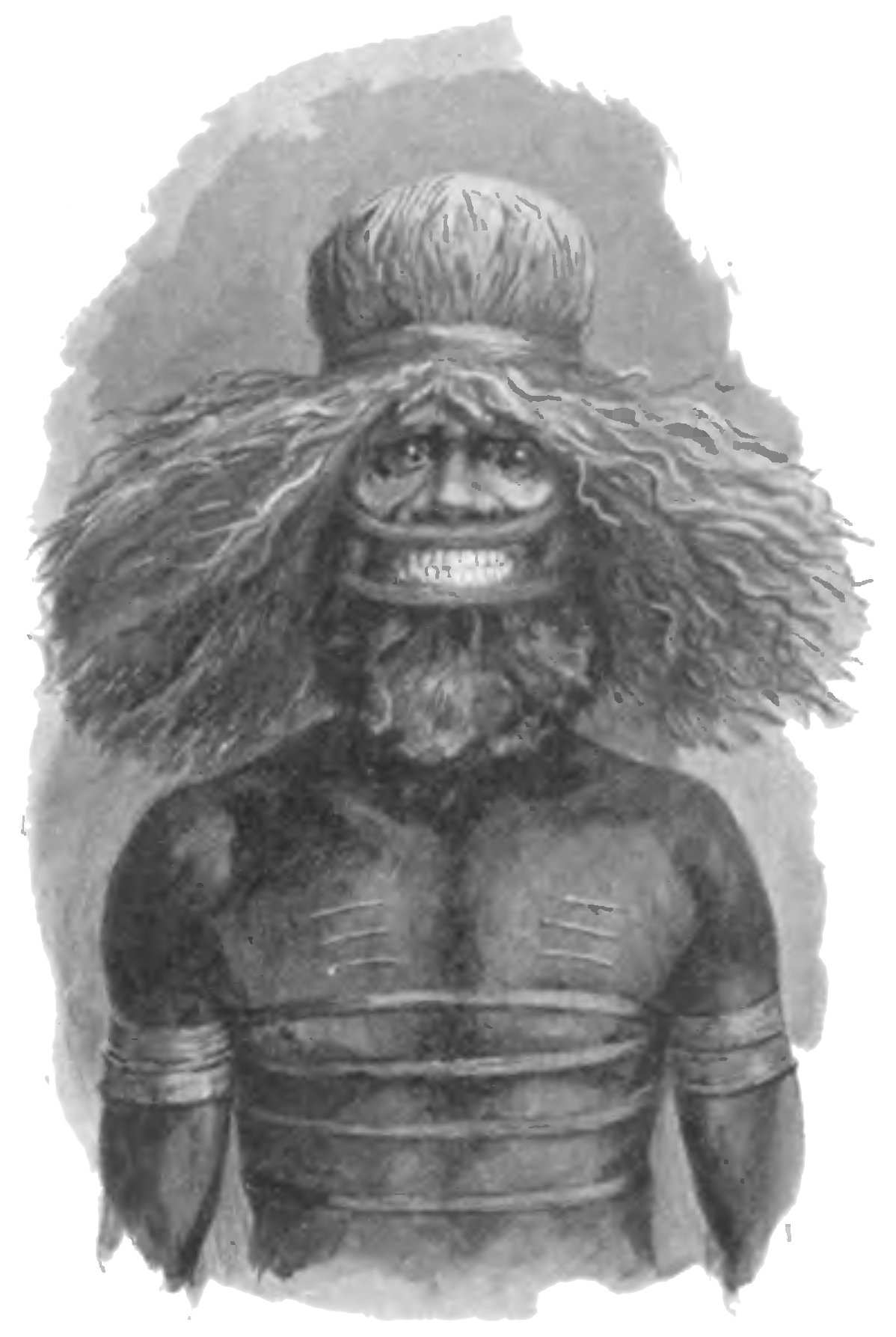
A Yuin man, c. 1904.

Aunque Dharug está clasificado como extinto, hay una pequeña cantidad de personas que lo hablan y se han realizado esfuerzos para revivir el idioma. A partir de 2005, algunos niños en el campus de Dunheved de Chifley College en Sydney habían comenzado a aprender el idioma Dharug reconstruido, y partes del idioma se han enseñado en el Festival de Sydney.
En diciembre de 2020, Olivia Fox cantó una versión de  Himno nacional de Australia en Eora en Tri Nations Test match entre Australia y Argentina.